# 卢瓦尔河畔蒙卢伊
卢瓦尔河畔蒙卢伊（法語：Montlouis-sur-Loire，法語發音：[mɔ̃lwi syʁ lwaʁ] ⓘ），法国中西部城市，中央-卢瓦尔河谷大区安德尔-卢瓦尔省的一个市镇，隶属于图尔区，其市镇面积为24.55平方公里，2022年1月1日时人口数量为11,261人，在法国城市中排名第918位。
卢瓦尔河畔蒙卢伊位于安德尔-卢瓦尔省中东部，卢瓦尔河左岸，因其境内的布尔黛西埃尔城堡而闻名，多条铁路和公路在此交汇。

## 地名来源
“Montlouis”一名最初于公元587年以拉丁语“Montis Laudiacensis”的形式被记载，其中“Laudiacensis”来源于人名“Laudius”，后者为当地历史上的一位领主，其生平尚有待进一步考证。
“sur-Loire”这一后缀自1902年起成为当地官方名称的一部分。
因翻译标准不同，“Montlouis”在部分汉语资料中又被译为蒙路易。

## 历史

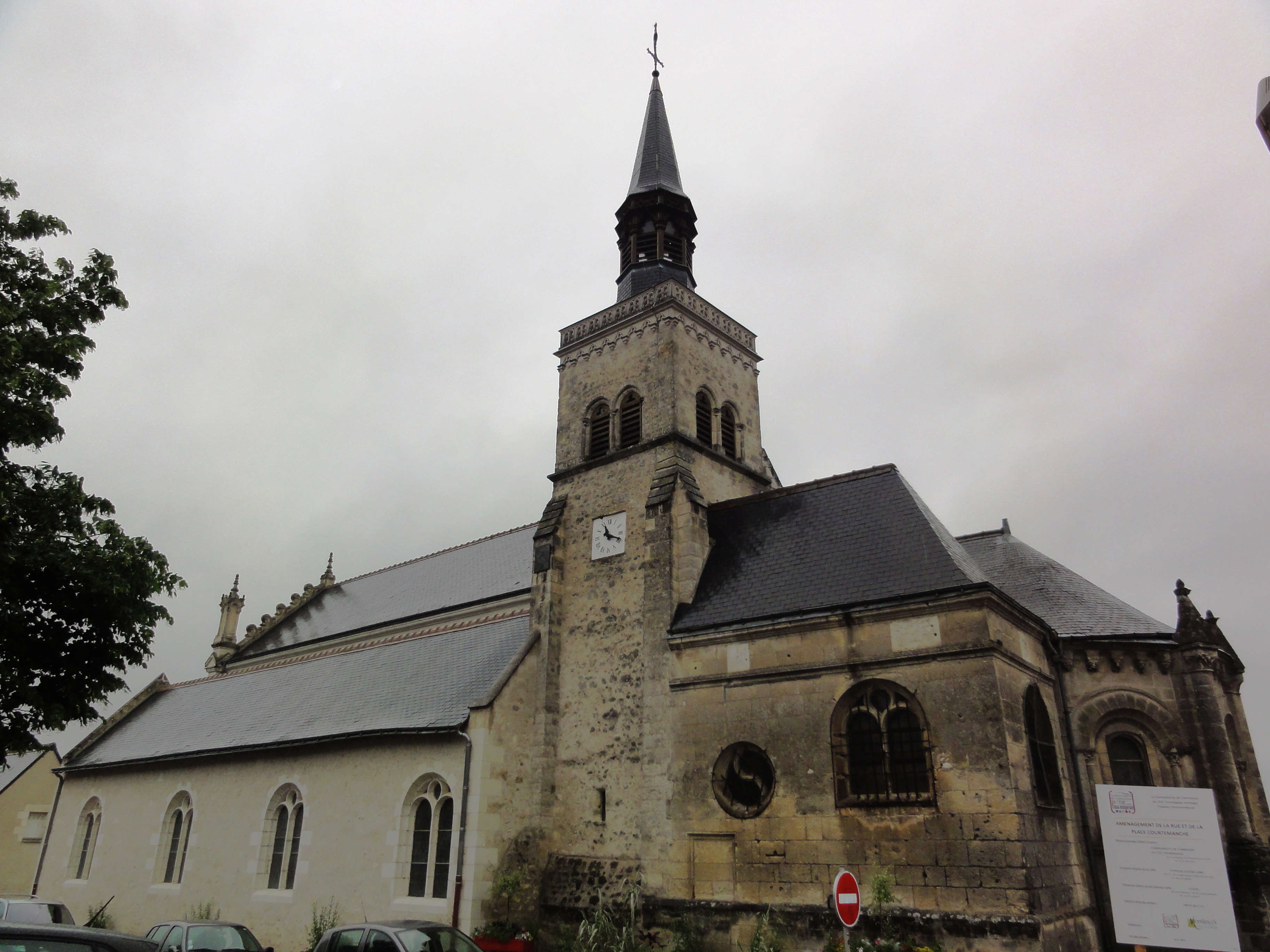
圣洛朗教堂

根据当地官方网站的论述，蒙卢伊的建造者为图尔主教佩尔佩，他于公元5世纪末在此地修建了圣洛朗小教堂（chapelle de Saint-Laurent）。公元12世纪时，小教堂得到重建。英法百年战争期间，黑太子爱德华于1356年8月率兵占领了此地。文艺复兴初期，弗朗索瓦一世的财政大臣菲利贝尔·巴布在蒙卢伊境内兴建了布尔黛西埃尔城堡，由此诞生了布尔黛西埃尔的巴布家族。除此之外，蒙卢伊所处的卢瓦尔河谷在文艺复兴期间出现了大批城堡建筑。法国大革命后，蒙卢伊成为安德尔-卢瓦尔省的一个市镇。横跨卢瓦尔河的蒙卢伊大桥、大西洋高铁卢瓦尔河大桥和戴高乐桥（Pont Charles-de-Gaulle）分别于1843年、1989年和1993年建成。自20世纪末以来，随着图尔的城市扩张以及通勤列车的开行，卢瓦尔河畔蒙卢伊境内人口数量逐年增加。

## 地理

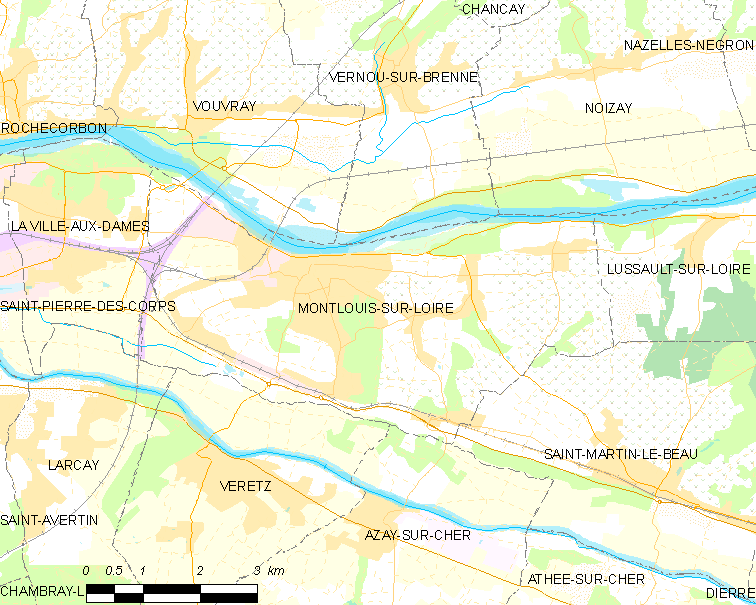
卢瓦尔河畔蒙卢伊市镇范围地图

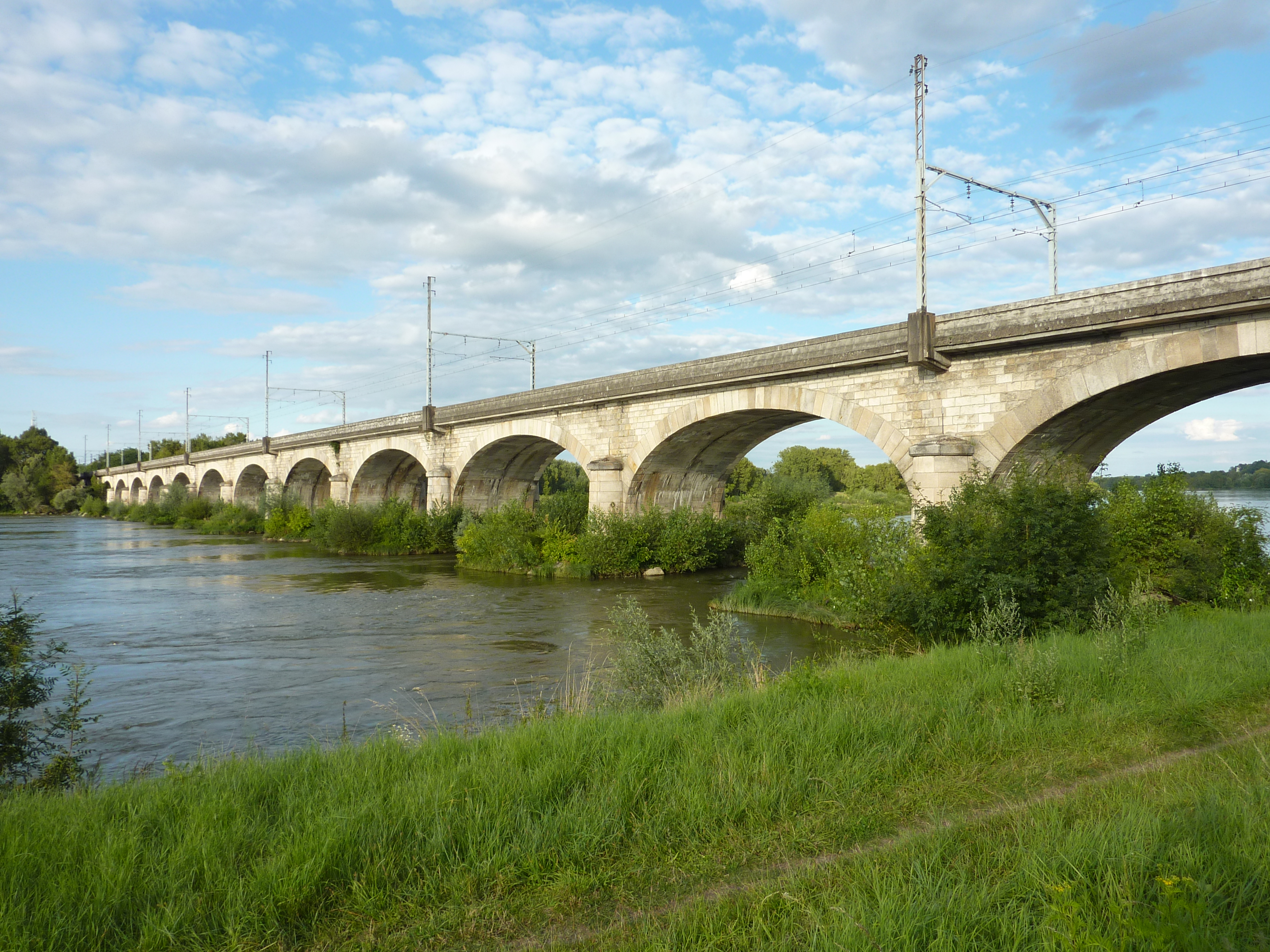
卢瓦尔河蒙卢伊铁路桥

卢瓦尔河畔蒙卢伊位于法国中西部，中央-卢瓦尔河谷大区西部和安德尔-卢瓦尔省中东部，距离省会图尔大约12公里。与卢瓦尔河畔蒙卢伊接壤的市镇包括：谢尔河畔阿宰、拉尔赛、卢瓦尔河畔吕索、努瓦宰、圣马丹勒博、韦雷特、布雷讷河畔韦尔努、拉维尔欧达姆、武夫赖。

### 地形
卢瓦尔河畔蒙卢伊位于卢瓦尔河谷腹地，广义上为巴黎盆地的一部分，境内以平原和浅丘为主，市镇中心地势较为平坦，部分区域略有起伏，全境海拔在46到97米之间。

### 水文
卢瓦尔河干流自东向西流经卢瓦尔河畔蒙卢伊市镇北界。

### 植被
卢瓦尔河畔蒙卢伊属于温带阔叶混交林区，市区东南部的布尔黛西埃尔公园（Parc de la Bourdaisière）是其市镇范围内面积最大的天然林地。
在鲜花城市的评比中，卢瓦尔河畔蒙卢伊被评为3星级鲜花城市。

### 气候
卢瓦尔河畔蒙卢伊在柯本气候分类法中属于温带海洋性气候。
距离卢瓦尔河畔蒙卢伊最近的常年气象站位于韦雷茨境内，该气象站自2008年2月17日起投入使用，以下为该气象站的数据：
| 韦雷茨 2008年－2022年 | 韦雷茨 2008年－2022年 | 韦雷茨 2008年－2022年 | 韦雷茨 2008年－2022年 | 韦雷茨 2008年－2022年 | 韦雷茨 2008年－2022年 | 韦雷茨 2008年－2022年 | 韦雷茨 2008年－2022年 | 韦雷茨 2008年－2022年 | 韦雷茨 2008年－2022年 | 韦雷茨 2008年－2022年 | 韦雷茨 2008年－2022年 | 韦雷茨 2008年－2022年 | 韦雷茨 2008年－2022年 |
| 月份                  | 1月                   | 2月                   | 3月                   | 4月                   | 5月                   | 6月                   | 7月                   | 8月                   | 9月                   | 10月                  | 11月                  | 12月                  | 全年                  |
| --------------------- | --------------------- | --------------------- | --------------------- | --------------------- | --------------------- | --------------------- | --------------------- | --------------------- | --------------------- | --------------------- | --------------------- | --------------------- | --------------------- |
| 历史最高温 °C（°F）   | 15.6 (60.1)           | 21.7 (71.1)           | 25.7 (78.3)           | 30.2 (86.4)           | 30.5 (86.9)           | 39.3 (102.7)          | 41.3 (106.3)          | 38.3 (100.9)          | 35 (95)               | 28.4 (83.1)           | 22.4 (72.3)           | 17.3 (63.1)           | 41.3 (106.3)          |
| 平均高温 °C（°F）     | 7.1 (44.8)            | 8.9 (48.0)            | 12.6 (54.7)           | 17.9 (64.2)           | 20.3 (68.5)           | 24.3 (75.7)           | 26.7 (80.1)           | 25 (77)               | 22.3 (72.1)           | 17.5 (63.5)           | 12 (54)               | 7 (45)                | 16.8 (62.2)           |
| 日均气温 °C（°F）     | 3.9 (39.0)            | 5 (41)                | 7.6 (45.7)            | 11.9 (53.4)           | 14.8 (58.6)           | 18.4 (65.1)           | 20.4 (68.7)           | 18.9 (66.0)           | 15.9 (60.6)           | 12.2 (54.0)           | 8.2 (46.8)            | 3.9 (39.0)            | 11.8 (53.2)           |
| 平均低温 °C（°F）     | 0.8 (33.4)            | 1.4 (34.5)            | 3 (37)                | 5.9 (42.6)            | 9.7 (49.5)            | 12.7 (54.9)           | 14.2 (57.6)           | 12.9 (55.2)           | 9.8 (49.6)            | 7.3 (45.1)            | 4.7 (40.5)            | 0.6 (33.1)            | 6.9 (44.4)            |
| 历史最低温 °C（°F）   | −12.2 (10.0)          | −13.4 (7.9)           | −5.9 (21.4)           | −4.3 (24.3)           | −0.4 (31.3)           | 3.4 (38.1)            | 6.7 (44.1)            | 4.9 (40.8)            | 1.6 (34.9)            | −2.9 (26.8)           | −7.4 (18.7)           | −9.1 (15.6)           | −13.4 (7.9)           |
| 平均降水量 mm（）     | 31.8 (1.25)           | 28.9 (1.14)           | 68.1 (2.68)           | 12.5 (0.49)           | 33.8 (1.33)           | 42 (1.7)              | 54.4 (2.14)           | 40.3 (1.59)           | 45.2 (1.78)           | 26.2 (1.03)           | 34.3 (1.35)           | 54.3 (2.14)           | 471.8 (18.57)         |
| 月均日照時數          | 78                    | 114                   | 178                   | 269                   | 270                   | 306                   | 325                   | 273                   | 220                   | 145                   | 90                    | 63.5                  | 2,331.5               |
| 来源：infoclimat.fr   |                       |                       |                       |                       |                       |                       |                       |                       |                       |                       |                       |                       |                       |

## 行政区划
卢瓦尔河畔蒙卢伊的市镇编号为37156，邮政编号为37270。
在行政管理方面，卢瓦尔河畔蒙卢伊隶属于法国中央-卢瓦尔河谷大区安德尔-卢瓦尔省图尔区；在地方选举方面，卢瓦尔河畔蒙卢伊是卢瓦尔河畔蒙卢伊县的中央投票站所在地，其市镇范围全境被划入安德尔-卢瓦尔省第二选区；在社会管理方面，卢瓦尔河畔蒙卢伊是东部图莱讷河谷市镇公共社区的办公驻地。
卢瓦尔河畔蒙卢伊境内无城市敏感街区及城市政策优先街区。
法国国家统计与经济研究所（简称）在进行数据统计时，将卢瓦尔河畔蒙卢伊及相邻的另外37个市镇设为图尔城市核心区，并将包括核心区在内的周边共140个市镇划为图尔城市区。自2020年起，图尔城市区被包含162个市镇的图尔城市辐射区代替。此外，还将卢瓦尔河畔蒙卢伊市镇分为了5个“块区”（IRIS），以便于统计人口分布情况。

## 交通

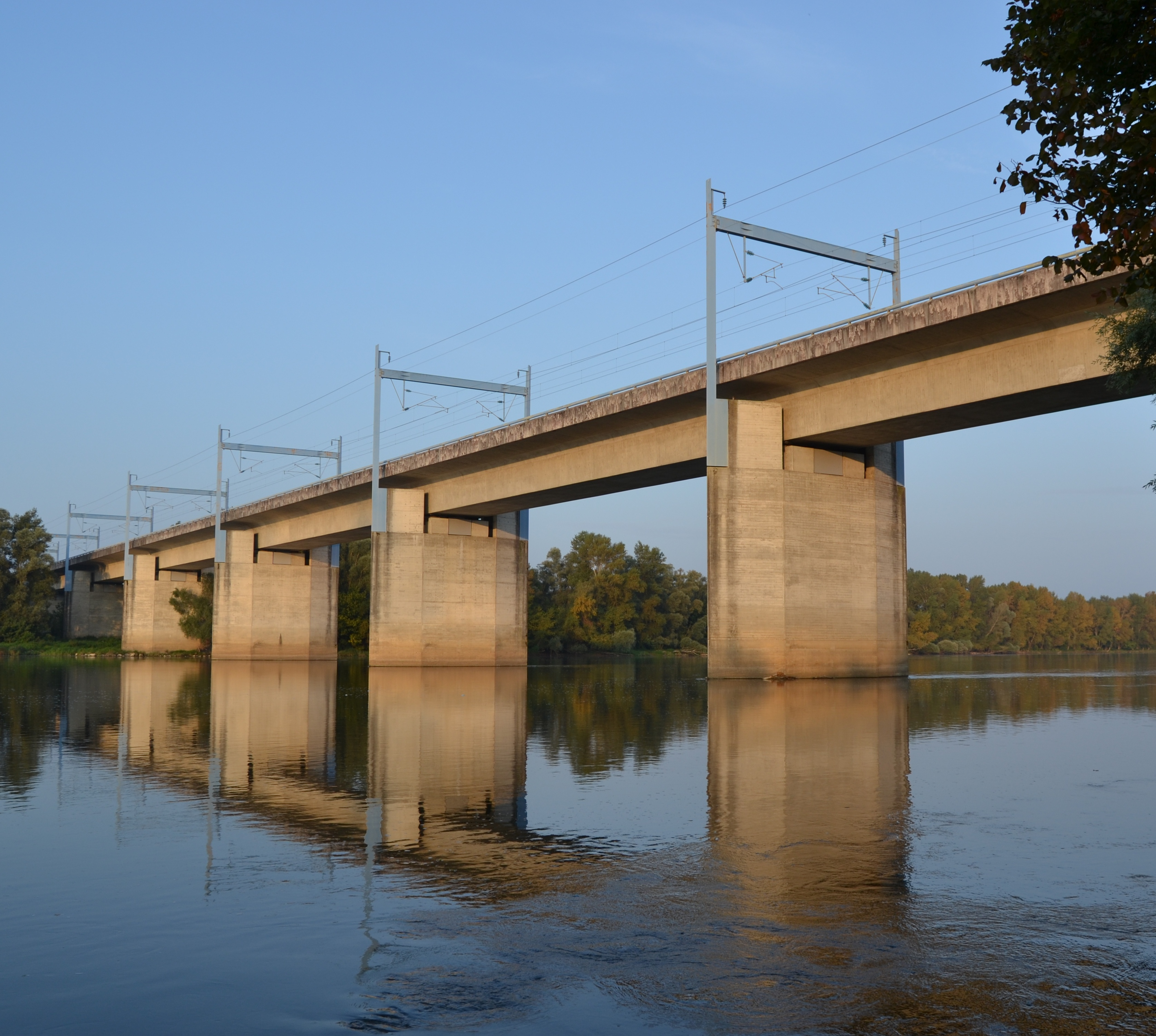
大西洋高速铁路卢瓦尔河大桥

### 公路
安德尔-卢瓦尔省省道D40线、D85线、D120线、D142线、D751线在卢瓦尔河畔蒙卢伊境内交汇，中央-卢瓦尔河谷大区下属的城际客运提供巴士线路，可前往周边部分市镇。
| 20 | 12 |

| 11 | 22 |

| 图尔 | 12 |

| 圣皮埃尔代科尔 | 10 |

| 武夫赖 | 6 |

| 昂布瓦斯 | 13 |

| 拉克鲁瓦 | 16 |

| 布莱雷 | 17 |

2019年，87.3%的卢瓦尔河畔蒙卢伊家庭拥有至少一辆私人汽车。2019年，卢瓦尔河畔蒙卢伊境内共发生各类交通事故5起，造成8人受伤，其中5人重伤。

### 铁路
巴黎－波尔多铁路、维耶尔宗－圣皮埃尔代科尔铁路和大西洋高速铁路经过卢瓦尔河畔蒙卢伊境内。卢瓦尔河畔蒙卢伊境内共有三个铁路车站：蒙卢伊站位于市区西部，停靠往返于图尔和布卢瓦一线的区域列车，自2022年12月起，大部分往返于奥尔良和图尔之间的列车亦增停该站；韦雷茨-蒙卢伊站和谢尔河畔阿宰站位于市区南部，两站均停靠往返于图尔和布莱雷之间的区域列车，部分车次会向东延伸至圣艾尼昂或维耶尔宗。

### 航空
距离卢瓦尔河畔蒙卢伊最近的民用航空站为图尔机场，距离卢瓦尔河畔蒙卢伊市中心的公路里程约15公里。

### 城市公共交通
截至2022年11月，卢瓦尔河畔蒙卢伊暂无城市公共交通系统。

## 政治

### 市政内阁

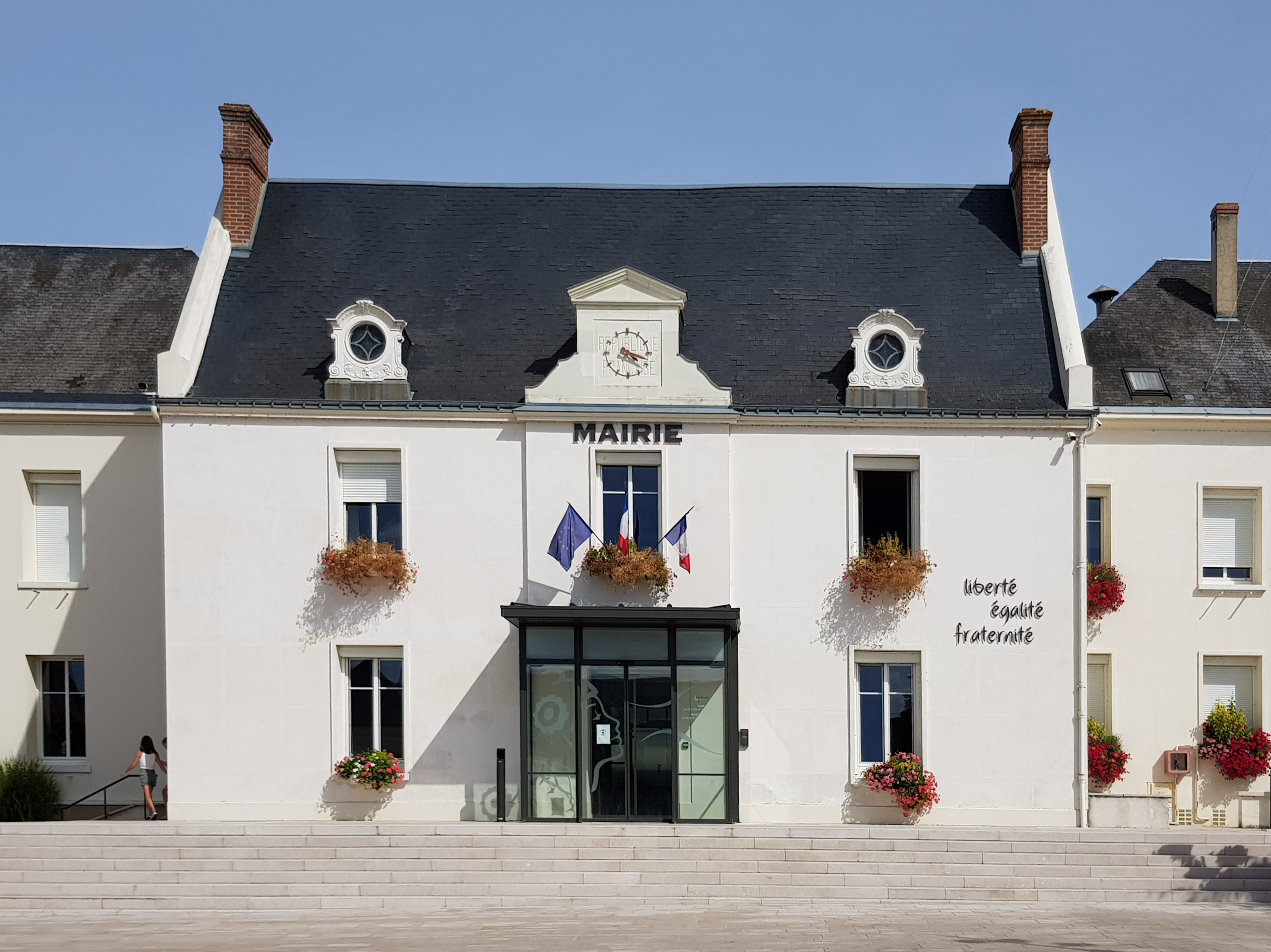
卢瓦尔河畔蒙卢伊市政府

卢瓦尔河畔蒙卢伊的现任市长为樊尚·莫雷特先生（Vincent MORETTE），他是社会党的一名成员，在2020年的市政选举中获得了100.00%的支持率（无其他候选人）。
| 卢瓦尔河畔蒙卢伊历届市长 | 卢瓦尔河畔蒙卢伊历届市长            | 卢瓦尔河畔蒙卢伊历届市长 |
| 任期                     | 市长                                | 党派                     |
| ------------------------ | ----------------------------------- | ------------------------ |
| （1965年以前资料暂缺）   |                                     |                          |
| 1965年－1972年           | Raoul REBOUT 拉乌尔·勒布            | 不详                     |
| 1972年－1977年           | Pierre SÉBILLE 皮埃尔·塞比耶        | 不详                     |
| 1977年－1983年           | Henriette FOUCHIER 亨丽埃特·富希耶  | PS社会党                 |
| 1983年－2014年           | Jean-Jacques FILLEUL 让-雅克·菲耶尔 | PS社会党                 |
| 2020年－                 | Vincent MORETTE 樊尚·莫雷特         | PS社会党                 |

### 各级选举
| 卢瓦尔河畔蒙卢伊历届投票选举结果 | 卢瓦尔河畔蒙卢伊历届投票选举结果 | 卢瓦尔河畔蒙卢伊历届投票选举结果 | 卢瓦尔河畔蒙卢伊历届投票选举结果 | 卢瓦尔河畔蒙卢伊历届投票选举结果 | 卢瓦尔河畔蒙卢伊历届投票选举结果 | 卢瓦尔河畔蒙卢伊历届投票选举结果 | 卢瓦尔河畔蒙卢伊历届投票选举结果 | 卢瓦尔河畔蒙卢伊历届投票选举结果 | 卢瓦尔河畔蒙卢伊历届投票选举结果 |
| 选举项目                         | 选举范围                         | 选区单位                         | 选区单位内的选举结果             | 选区单位内的选举结果             | 选区单位内的选举结果             | 选区单位内的选举结果             | 选区单位内的选举结果             | 选区单位内的选举结果             | 参考资料                         |
| 选举项目                         | 选举范围                         | 选区单位                         | 第一轮胜出者                     | 第一轮胜出者                     | 支持率                           | 第二轮胜出者                     | 第二轮胜出者                     | 支持率                           | 参考资料                         |
| -------------------------------- | -------------------------------- | -------------------------------- | -------------------------------- | -------------------------------- | -------------------------------- | -------------------------------- | -------------------------------- | -------------------------------- | -------------------------------- |
| 2017年法國總統選舉               | 法國                             | 市镇                             |                                  | 埃马纽埃尔·马克龙                | 27.79%                           |                                  | 埃马纽埃尔·马克龙                | 71.61%                           | [ 25 ]                           |
| 2017年法国立法选举               | 安德尔-卢瓦尔省第二选区          | 市镇                             |                                  | 达尼埃尔·拉巴罗纳                | 39.83%                           |                                  | 达尼埃尔·拉巴罗纳                | 65.38%                           | [ 25 ]                           |
| 2019年欧洲议会选举               | 法國                             | 市镇                             |                                  | 娜塔莉·卢瓦索                    | 22.27%                           | （不适用）                       | （不适用）                       | （不适用）                       | [ 27 ]                           |
| 2021年法国省级选举               | 安德尔-卢瓦尔省                  | 县                               |                                  | 阿涅丝·蒙马尔谢-瓦西纳 洛朗·蒂厄 | 44.25%                           |                                  | 阿涅丝·蒙马尔谢-瓦西纳 洛朗·蒂厄 | 63.57%                           | [ 28 ]                           |
| 2021年法国省级选举               | 安德尔-卢瓦尔省                  | 市镇                             |                                  | 阿涅丝·蒙马尔谢-瓦西纳 洛朗·蒂厄 | 51.74%                           |                                  | 阿涅丝·蒙马尔谢-瓦西纳 洛朗·蒂厄 | 74.27%                           | [ 28 ]                           |
| 2021年法国大区选举               |                                  | 市镇                             |                                  | 弗朗索瓦·博诺                    | 36.08%                           |                                  | 弗朗索瓦·博诺                    | 56.71%                           | [ 29 ]                           |
| 2022年法国总统选举               | 法國                             | 市镇                             |                                  | 埃马纽埃尔·马克龙                | 30.57%                           |                                  | 埃马纽埃尔·马克龙                | 64.88%                           | [ 25 ]                           |
| 2022年法国立法选举               | 安德尔-卢瓦尔省第二选区          | 市镇                             |                                  | 达尼埃尔·拉巴罗纳                | 32.95%                           |                                  | 达尼埃尔·拉巴罗纳                | 52.21%                           | [ 25 ]                           |

## 人口
2020年，卢瓦尔河畔蒙卢伊市镇人口数量为10,868，在法国排名第918位。其中男性5,271人，女性5,624人，75岁及以上人口占9.1%，外籍人口数量为245人，人口密度为444人/平方公里，当地居民被称为（男性）或（女性）。2021年，卢瓦尔河畔蒙卢伊境内出生111人，死亡人口145人。
| 卢瓦尔河畔蒙卢伊1901年－2020年人口变化情况 |
|                                            |
| 数据来源：Cassini、INSEE                   |

## 经济
卢瓦尔河畔蒙卢伊是一个区域性的中心城市，也是图尔的一个卫星城。截止2022年11月，卢瓦尔河畔蒙卢伊市镇范围内共有各类用人单位（包含自雇）1,450家，平均历史为13年，其中99.06%为中小型企业（PME），2022年9月至11月间，当地的经济活力指数为0.9%。（生活垃圾处理）、（大型零售）及（金属门窗）是当地2021年营业额最高的三个企业，分别为83,979,387欧元、25,879,056欧元和11,895,520欧元。

## 财政与居民收入
2020年，卢瓦尔河畔蒙卢伊的财政收入总额为11,177,600欧元，财政支出总额为10,214,100欧元，当年的债务总额为9,034,390欧元。2021年，卢瓦尔河畔蒙卢伊市镇共获得2,233,040欧元的国家财政补助，比上一年增加了0.87%。
2020年，卢瓦尔河畔蒙卢伊的人均月收入总额为2,386欧元，其中高级职员为3,790欧元，低于法国平均水平（4,230欧元）；中级职员为2,383欧元，低于法国平均水平（2,411欧元）；普通职员为1,785欧元，高于法国平均水平（1,740欧元）。
2019年，卢瓦尔河畔蒙卢伊境内的青壮年（15至64岁）失业率为8.4%，当地56.6%的家庭拥有纳税资格，平均纳税2,738欧元，低于法国平均水平（3,910欧元）。

## 社会事务

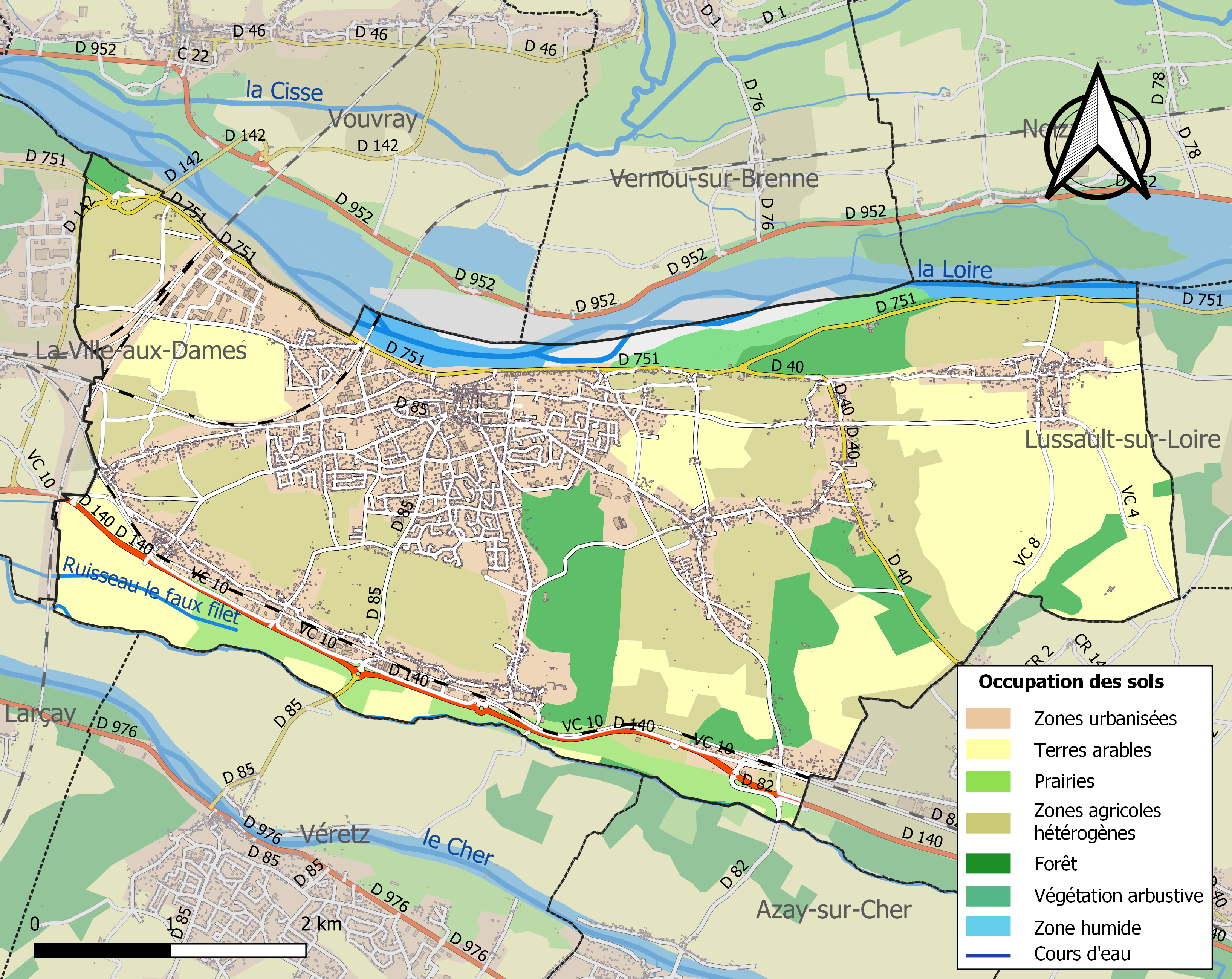
卢瓦尔河畔蒙卢伊土地利用情况地图

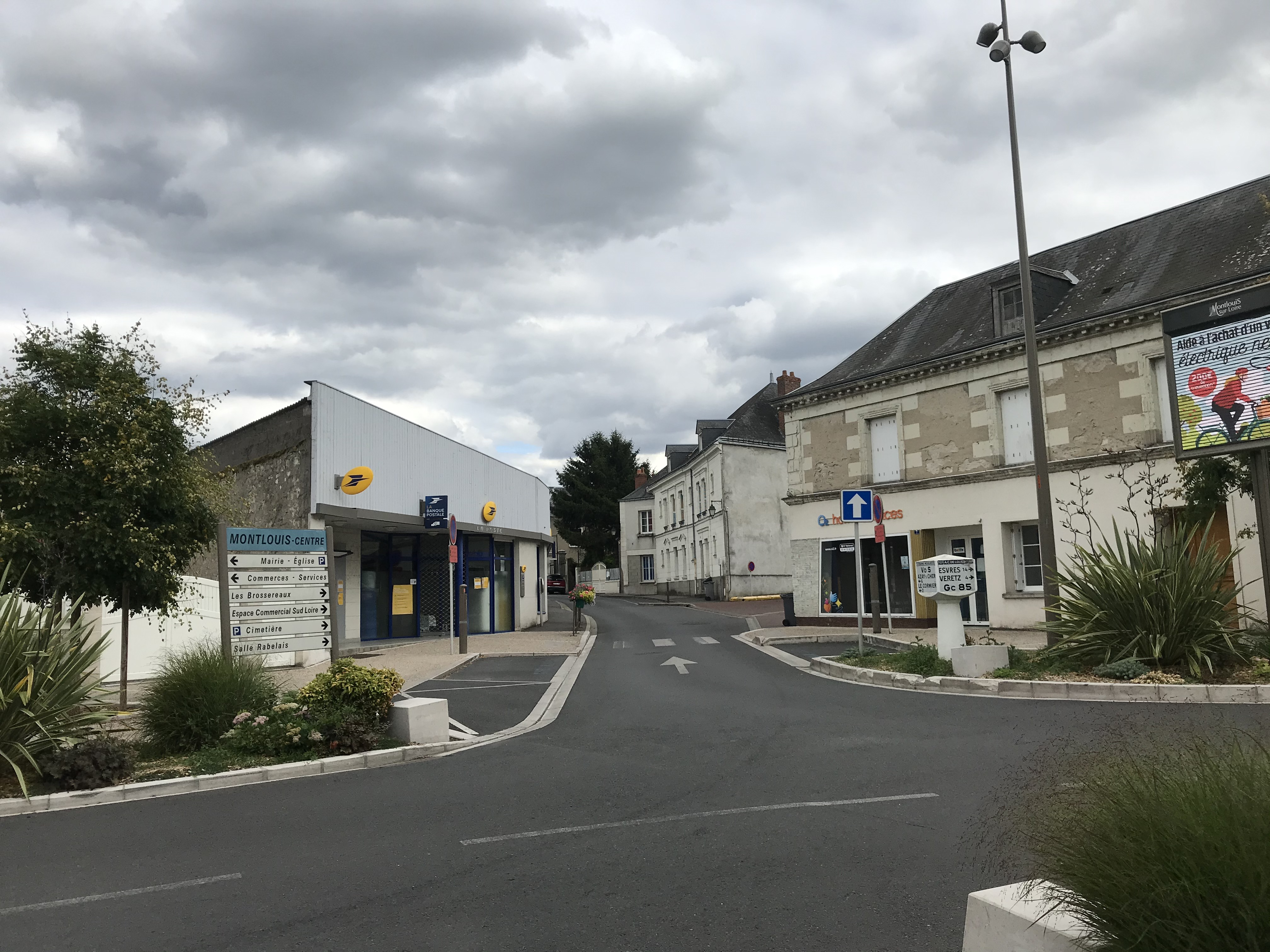
卢瓦尔河畔蒙卢伊镇中心的拉伯雷街

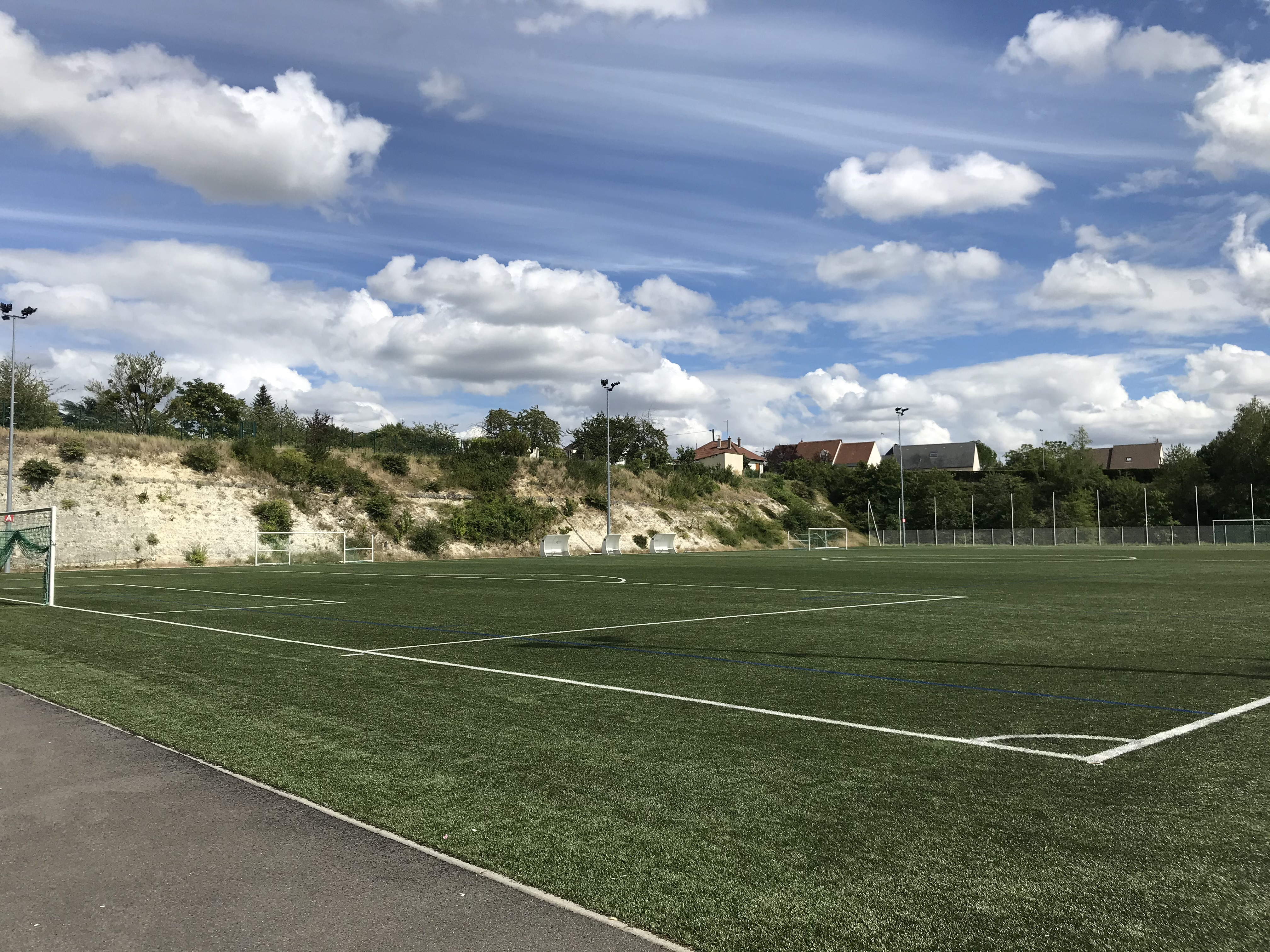
一处球场

### 教育
卢瓦尔河畔蒙卢伊属于奥尔良-图尔学区。截止2021年1月1日，卢瓦尔河畔蒙卢伊境内共有3所幼儿园、3所小学、1所初级中学。2018至2019学年度，卢瓦尔河畔蒙卢伊境内共有在校中等教育阶段学生687名。

### 医疗
截止2021年1月1日，卢瓦尔河畔蒙卢伊境内共有全科医生7名、保健师9名、牙医6名、护士11名和助产士3名。境内共有药房3家。
卢瓦尔河畔蒙卢伊是图尔大区中心医院（CRHU de Tours）的服务范围，后者是法国的一个区域性医疗机构，其主病区布勒托诺医院（Hôpital Bretonneau）位于图尔市区西部，距离卢瓦尔河畔蒙卢伊市区的正常车程约20分钟，该院设有床位812个，是当地规模最大的公立综合性医院。

### 住房
2019年，卢瓦尔河畔蒙卢伊境内共有各类住房4,953套，其中79.4%为独立式居民区，19.3%为集中式居民区。常住房屋占卢瓦尔河畔蒙卢伊市镇范围内居民建筑总量的93.7%。
在住房保障政策方面，2021年，卢瓦尔河畔蒙卢伊境内共有681户家庭获得了住房经济补助，受益人数占总人口数量的6.3%，其中658份为房租补助。

### 商业
2021年，卢瓦尔河畔蒙卢伊境内共有各类实体商铺182家，其中餐厅16家、大型超市2家、杂货店2家、面包房7家、肉铺3家、书店2家、银行门店6家、美容美发店14家、汽车维修店14家。市中心建有一家Super U超市。

### 体育
2021年，卢瓦尔河畔蒙卢伊境内共有1家游泳池、2间体育馆、1座综合体育场、8处网球场、1处马术场、1处足球或橄榄球场以及1处篮球或排球场。
截至2022年11月，蒙卢伊足球俱乐部（Football Club de Montlouis，编号504926）是卢瓦尔河畔蒙卢伊境内唯一的一家注册足球俱乐部，其主队2022至2023赛季参加法国全国丙组联赛（法国第五级别），其主场为欧仁·绍莱球场（Stade Eugène Cholet）。

### 环境
卢瓦尔河畔蒙卢伊的环境事务由其所属的东部图莱讷河谷市镇公共社区联合各级政府协调负责。2021年，卢瓦尔河畔蒙卢伊境内暂无污染企业。

### 治安
2021年，卢瓦尔河畔蒙卢伊市镇范围内有1处宪兵队。
卢瓦尔河畔蒙卢伊及其附近的共55个市镇是昂布瓦斯国家宪兵队（zone gendarmerie de Amboise）的管辖范围。2020年，该宪兵队累计记录各类案件3,722起，其中盗窃类案件1,931起，经济类案件681起，毒品交易类案件113起。

## 文化

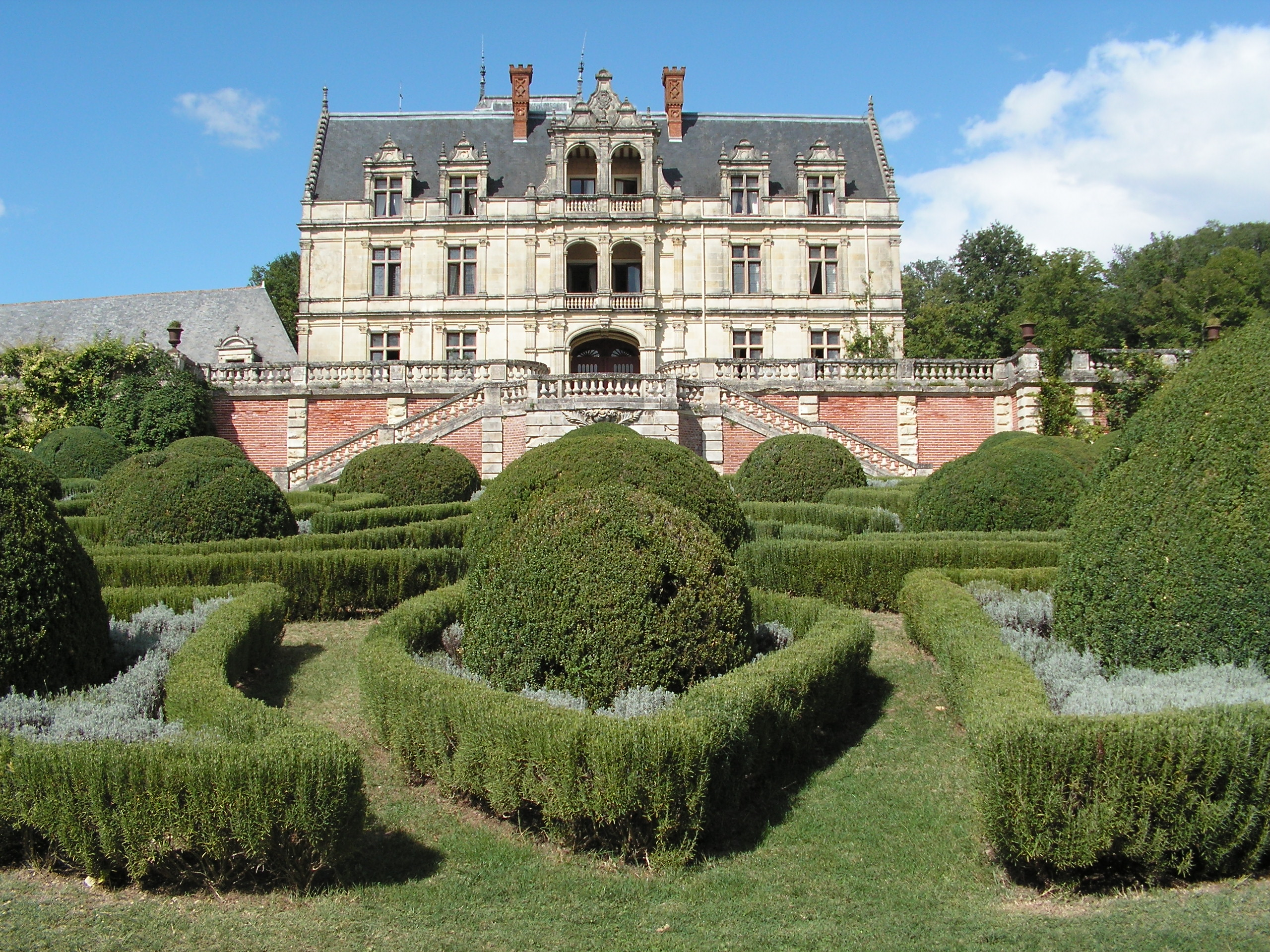
布尔黛西埃尔城堡及前方的花园

2021年，卢瓦尔河畔蒙卢伊境内暂无任何文化设施。卢瓦尔河畔蒙卢伊市政府在当地建有斯泰法纳·埃塞尔多媒体中心（Médiathèque Stéphane-Hessel），每周二、三、五、六向公众开放。

### 建筑
卢瓦尔河畔蒙卢伊境内有多处历史建筑，其中布尔黛西埃尔城堡是法国国家文物保护单位，镇中心的圣洛朗教堂（Église Saint-Laurent de Montlouis-sur-Loire）则是当地的地标性建筑物。

### 旅游
卢瓦尔河畔蒙卢伊的旅游事务由其所属的东部图莱讷河谷市镇公共社区负责。2022年，卢瓦尔河畔蒙卢伊境内共有2家酒店共计52间房间；另有1个露营地，可容纳共144辆露营车。

### 媒体
法国主要的媒体均可在卢瓦尔河畔蒙卢伊接收，法国电视三台下属的中央-卢瓦尔河谷大区频道在部分时段播出卢瓦尔河畔蒙卢伊所在安德尔-卢瓦尔省的地方新闻。图尔卢瓦尔河谷电视台、《中西部新共和国报》、蓝色法兰西图赖讷广播等是当地的主要地方性媒体。

## 相关人物
法国政治家米歇尔·德勃雷逝世于卢瓦尔河畔蒙卢伊。

## 友好城市
截至2022年11月，卢瓦尔河畔蒙卢伊共与两座城市互为友好城市关系：
- 德国 阿彭韦尔
- 義大利 卡斯泰尔韦特罗-迪摩德纳